# IT-Universiteit van Kopenhagen
De IT-Universiteit van Kopenhagen (Deens: IT-Universitetet i København) is de jongste en kleinste universiteit van Denemarken.
In 2014 had de universiteit ongeveer 2.700 studenten en 550 medewerkers. Het gebouw van de universiteit is ontworpen door Henning Larsen en ligt in Ørestad, direct naast het hoofdkantoor van de Deense omroep.